# Яковенко, Василий Гордеевич

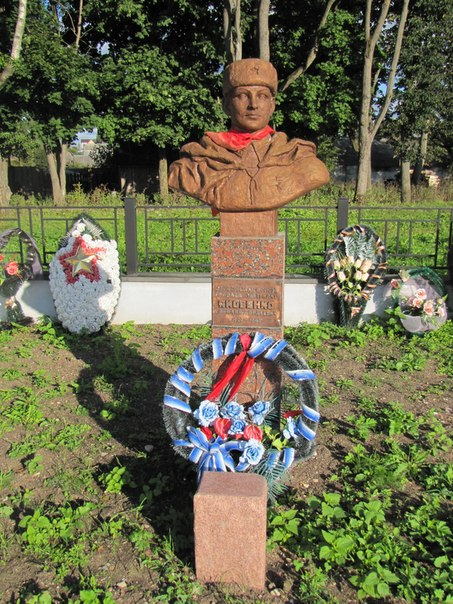
Могила Яковенко в Духовщине

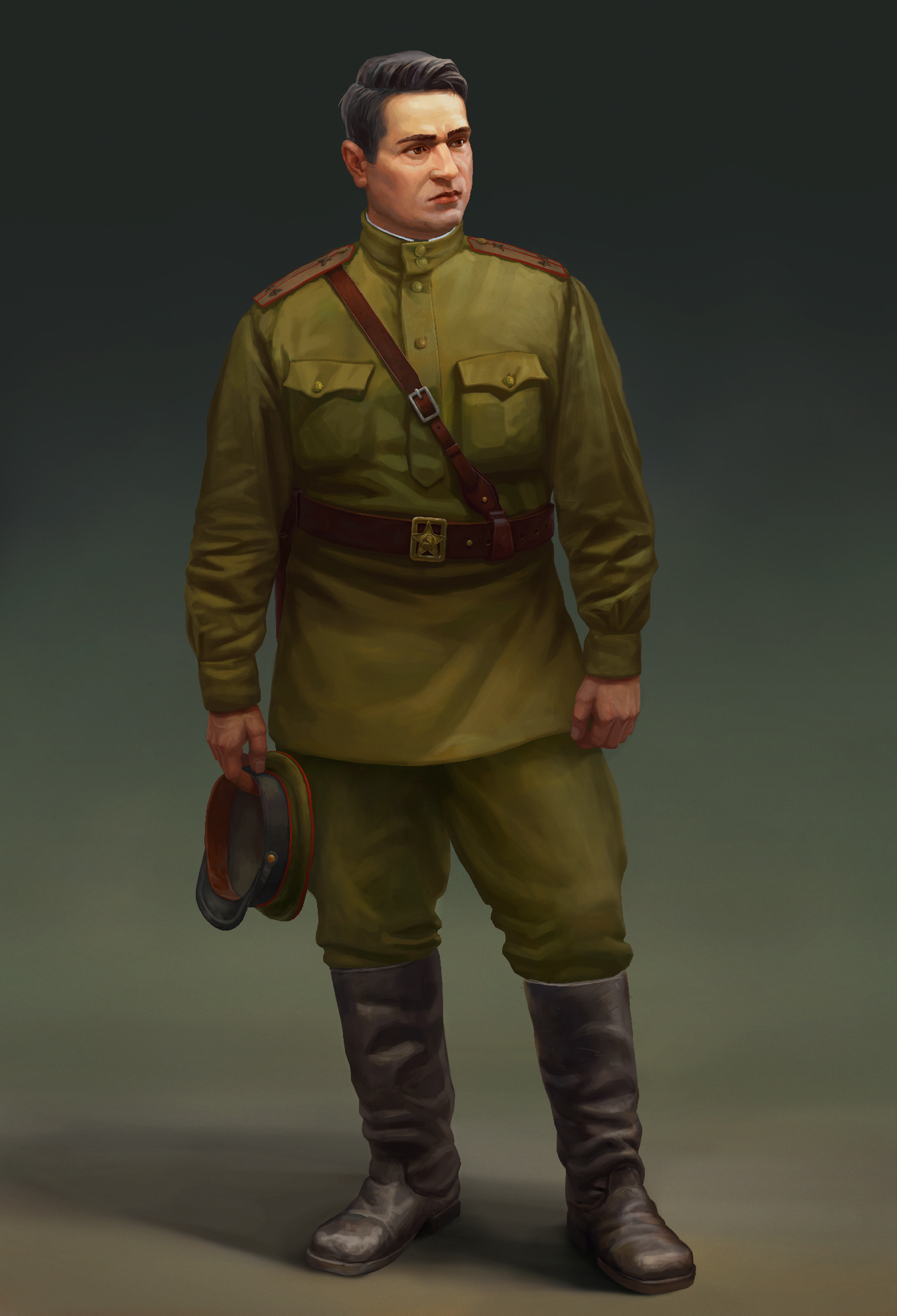
Яковенко В.Г. Художник Москалев Н.Ю.

Васи́лий Горде́евич Якове́нко (18 августа 1920 — 23 сентября 1943) — советский офицер-артиллерист, Герой Советского Союза (1944, посмертно), участник Великой Отечественной войны в должности командира артиллерийской батареи 262-го стрелкового полка 184-й Духовщинской стрелковой дивизии 39-й армии Калининского фронта, лейтенант.

## Биография
Родился 18 августа 1920 года в селе Липки ныне Попельнянского района Житомирской области. Украинец. В 1939 году окончил Микуличскую среднюю школу. Работал электросварщиком на заводе «Ленинская кузница» в Киеве.
Осенью 1939 года призван в ряды Красной Армии. В боях Великой Отечественной войны с октября 1941 года. Воевал на Западном, Воронежском, Калининском фронтах. Был ранен. В 1942 году окончил ускоренный курс Харьковского военного училища. Член КПСС с 1942 года.
Летом 1943 года, выиграв сражение на Курской дуге, Красная Армия без паузы перешла в контрнаступление и, развивая успех, приступила к освобождению Левобережной Украины. Пользуясь успехом наших войск на Украине, Верховное Главнокомандование решило нанести удар по гитлеровским войскам силами Западного и Калининского фронтов, выбить оккупантов из «смоленских ворот», овладеть Смоленском и тем самым закрыть накрепко эти «ворота», лишив противника важных позиций на главном, московском направлении. Бои здесь носили исключительно ожесточённый характер. Вражеская оборона проходила по господствующим высотам, где через каждые 150 метров были оборудованы пулемётные гнёзда, дзоты, бронеколпаки, установлены инженерные заграждения.
Среди частей и соединений, участвовавших в наступлении под Смоленском, была и 184-я стрелковая дивизия, в которой воевал командир полковой артиллерийской батареи 262-го стрелкового полка лейтенант В. Г. Яковенко.
Советские войска трижды переходили здесь в наступление, однако прорвать сильную, глубокоэшелонированную оборону гитлеровцев удалось только с третьего удара. Готовясь к решающему бою, командир полка в очередной раз всматривался в контуры переднего края противника. Подолгу останавливал своё внимание на едва просматривавшихся дзотах и бронеколпаках. После долгих раздумий командир полка решил провести разведку боем. Заставить фашистов ввести в дело всю огневую систему. А потом поставить полковую батарею на прямую наводку и бить, пока не разрушат или подавят их оборону. Это дело было поручено командиру батареи Василию Яковенко.
Лейтенант отлично понял приказ. Он организовал свой наблюдательный пункт на переднем крае и совместно с пехотой провёл визуальную разведку. Разведка боем дала исчерпывающие данные. На планшете командира батареи были зафиксированы обнаруженные огневые средства противника. Вот слева от высотки засечён пулемёт, ещё левее — крупнокалиберный, а между ними — блиндаж. Несколько вправо обнаружены дзот и два пулемётных гнезда. Всего к началу боя было разведано и засечено до десятка целей, которые предстояло уничтожить и подавить, чтобы обеспечить пехоте атаку переднего края.
Начавшийся бой у деревни Спас-Углы был для лейтенанта В. Г. Яковенко днём большой удачи. После залпа «катюш» он подал команду: «Батарея, к бою!» Его артиллеристы, выкатив орудия из укрытий, открыли огонь по вражеским целям. Били по дзотам и пулемётным гнёздам, по блиндажам. Расчёты орудий работали в поте лица, расстегнув гимнастёрки, сдвинув на затылок пилотки. Командир батареи в бинокль отлично видел работу своих пушкарей. Вверх и в стороны летели разбитые брёвна, доски. Всё заволакивало дымом и пылью. Не теряя времени, расчёты переносили огонь на другие цели, а затем вновь сосредотачивали огонь по прежним целям.
Когда артподготовка закончилась, и в атаку поднялась пехота, лейтенант В. Г. Яковенко с замиранием сердца следил за передним краем гитлеровцев. Его волновала одна мысль: «А вдруг оживут пулемётные точки, и повинны в этом будут артиллеристы? Что скажет командир полка?» Нервы напряжены до предела. Он ждал, что вот-вот послышатся пулемётные очереди противника. Но передний край гитлеровцев молчал. В. Г. Яковенко вздохнул полной грудью и громко подал команду: «Первое, вперёд!»
Но в этот момент из крайнего домика деревни Спас-Углы, расположенного за первой вражеской позицией, послышались частые пулемётные и автоматные очереди. Последовала команда: «Подавить цель!» В. Г. Яковенко быстро рассмотрел цель в бинокль и подал команду: «Батарея! Осколочным… заряжай! Огонь!»
Скоро домик запылал, затихли пулемётные и автоматные очереди. Пехота наращивала темпы атаки позиций гитлеровцев. Сопровождая атаку пехоты, батарея вновь открыла огонь по противнику, уничтожив при этом три вражеских миномёта. Тем временем в глубине второй вражеской позиции враг оказал упорное сопротивление, и батарея В. Г. Яковенко опять открыла огонь по боевым порядкам гитлеровцев, нанеся им большой урон. Контратака врага была сорвана.
В жестоких схватках наши части сломали долговременную оборонительную полосу противника, запиравшую «смоленские ворота», и на шестой день боёв овладели важным опорным пунктом обороны фашистов на путях к Смоленску — городом Духовщина. В этих боях особо отличилась 184-я стрелковая дивизия, которая заслужила почётное наименование «Духовщинской».
Москва салютовала победителям. Верховный Главнокомандующий И. В. Сталин объявил благодарность войскам, участвовавшим в боях за Духовщину. В боевой успех дивизии вложен и ратный труд, высокое мастерство и мужество батареи лейтенанта В. Г. Яковенко. На участке полка она метким огнём обеспечила прорыв обороны противника, уничтожила четыре пулемёта, дзот, два блиндажа, три миномёта и до 150 вражеских солдат и офицеров.
Шёл десятый день непрерывных боёв. Противник с боями отходил, оказывая упорное сопротивление и время от времени переходя в контратаки. Так было и 23 сентября 1943 года у села Дегтяри. В результате контратаки гитлеровцы зашли во фланг подразделениям 262-го стрелкового полка. Командир полка решил выдвинуть артиллерийскую батарею на прямую наводку, а один батальон из состава второго эшелона развернуть для отражения флангового удара.
Лейтенант В. Г. Яковенко выкатил батарею на передний край, определил цели для огневых расчётов и отдал команду: «По пехоте! Осколочным… заряжай! Огонь!» Артиллеристы устроили гитлеровцам «баню»: основательно покрошили их в момент, когда те ещё не развернулись в боевой порядок. Противник не ожидал нашего огневого удара и понёс большие потери.
В ходе боя командир батальона обнаружил огневые позиции вражеских миномётов. Он перенёс огонь по миномётам и накрыл их огнём своей батареи. Бой принимал ожесточённый характер, противник опять бросился в контратаку. В. Г. Яковенко вновь перенёс огонь по пехоте и с близкой дистанции разил её наповал. Под прикрытием артиллерийского огня батальон двинулся в атаку. Стреляя по ходу, советские воины обратили захватчиков в бегство.
В тот момент, когда уже ясно обозначился успех боя, вражеский снаряд угодил в орудие, где находился лейтенант Василий Гордеевич Яковенко. Командир батареи погиб на огневых позициях, выполнив свой воинский долг до конца. Похоронен в городе Духовщина Смоленской области.
Его батарея в этом последнем для него бою отразила яростную атаку противника, уничтожив свыше трёхсот гитлеровцев, подбила два орудия, уничтожила несколько пулемётов. На следующий день бои развернулись на подступах к Смоленску, и город был взят.
Указом Президиума Верховного Совета СССР «О присвоении звания Героя Советского Союза офицерскому и сержантскому составу артиллерии Красной Армии» от 9 февраля 1944 года за «образцовое выполнение боевых заданий командования на фронте борьбы с немецкими захватчиками и проявленные при этом отвагу и геройство» удостоен посмертно звания Героя Советского Союза.

## Награды
- Медаль «Золотая Звезда» Героя Советского Союза;
- орден Ленина;
- медали.

## Память
В городе Духовщина Герою воздвигнут памятник. Одна из улиц города названа его именем. В 1972 году со стапелей завода «Ленинская кузница» был спущен на воду рыболовецкий траулер «Василий Яковенко». В Киеве на территории завода «Ленинская кузница», где работал Герой, ему установлена мемориальная доска.